# Sea Cove
Sea Cove, född 1986 i Ontario i Kanada, död 23 januari 2012, var en kanadensisk varmblodig travhäst. Han tränades i Tyskland av Harald Grendel och kördes av Joseph Verbeeck.
Sea Cove tävlade under första halvan av 1990-talet och sprang in 2,4 miljoner euro på 146 starter varav 69 segrar. Han tog karriärens största segrar i Prix d'Amérique (1994) och Elitloppet (1993), två lopp som han ledde från start till mål. Bland hans andra meriter räknas segrarna i Oslo Grand Prix (1992), Åby Stora Pris (1992), Elite-Rennen (1992, 1993), Prix du Bourbonnais (1992), Prix de France (1993), Prix René Ballière (1993, 1994), Grand Critérium de Vitesse (1993), Hugo Åbergs Memorial (1993) och tredjeplatserna i Copenhagen Cup (1992), Elitloppet (1992), International Trot (1993).